# Антиатлас

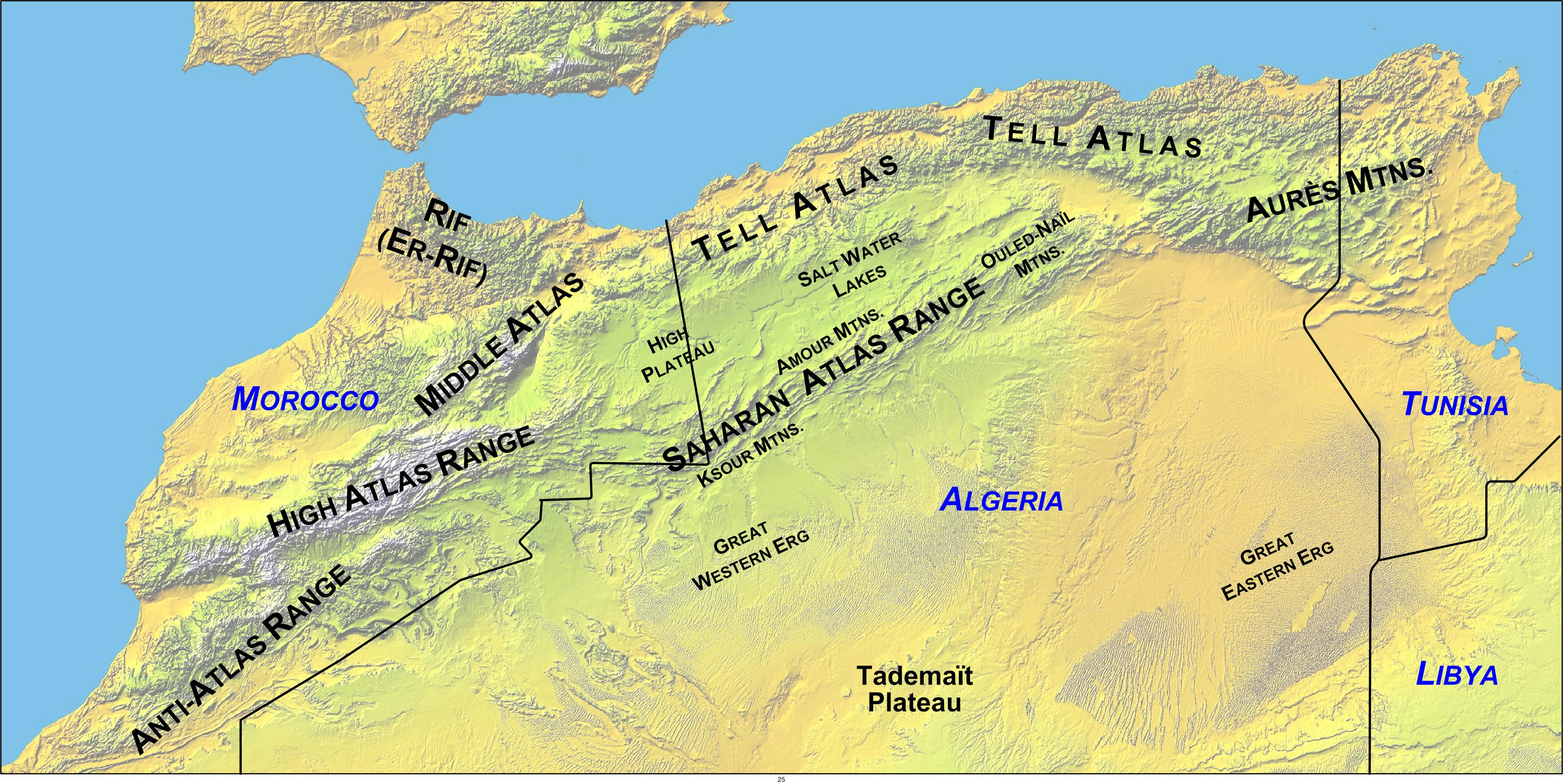
Схема Атласа

Антиатла́с (араб. الأطلس الصغير‎, Атлас-эс-Сагир) — горный хребет, юго-западная часть горной системы Атлас, расположен на западе Северной Африки, на приграничной с Сахарой территории Марокко. Самая высокая точка хребта — гора Сирва (3304 м), средняя высота хребта составляет 1590 м. К северу, через долину реки Сус, расположен следующий хребет системы — Высокий Атлас.
В среднем вершины Антиатласа достигают высоты 2500—2700 м. Западная часть является серией асимметричных гряд глыбовых и останцовых гор, а восточная представляет собой столовое плато. Долиной реки Драа Антиатлас отделяется от хребта Сагро.

## Климат и флора
Северные склоны хребта получают больше влаги, среднегодовое количество осадков — 300—550 мм, поэтому на них растут редкие массивы каменного дуба, арганского дерева, можжевельников. С южной стороны, которая обращена к Сахаре, склоны пустынны и покрыты щебнистыми осыпями.

## Население и экономика
Территория вокруг хребта заселена берберскими племенами, главный город которых — Тафраут, называется миндальной столицей Марокко. Большая часть сельскохозяйственных земель расположено вдоль рек и сильно зависят от периода высокой воды весной.
Местность украшают живописные касбы, расположенные в различных частях региона, в том числе в старых районах Агадира. Ранее касба служила убежищем и складом для местного населения. В непосредственной близости располагались террасы полей с каменными подпорными стенками, однако по мере того, как дома оставлялись мигрирующим населением, эти поля перестали обрабатываться и ирригационные системы стали разрушаться.